# Tony Award du meilleur livret de comédie musicale
Le Tony Award du meilleur livret de comédie musicale est un prix décerné aux librettistes, auteurs des dialogues, paroles non-chantées et du scénario d'une comédie musicale. L'éligibilité est limitée aux œuvres originale. Ce prix était à l'origine appelé Tony Award du meilleur auteur (Tony Award for Best Author), jusqu'à ce que les comédies musicales prennent une place plus importante dans la cérémonie.

## Récompenses et nominations

### Années 1940
- 1949: Kiss Me, Kate – Samuel et Bella Spewack
  - Pas de nommés

### Années 1950
- 1950: South Pacific – Oscar Hammerstein et Joshua Logan
  - Pas de nommés

### Années 1960
| - 1962: How to Succeed in Business Without Really Trying – Abe Burrows, Jack Weinstock et Willie Gilbert - Carnival! – Michael Stewart et Helen Deutsch - 1963: A Funny Thing Happened on the Way to the Forum – Burt Shevelove et Larry Gelbart - Oliver! – Lionel Bart - Little Me – Neil Simon - Stop the World – I Want to Get Off – Leslie Bricusse et Anthony Newley | - 1964: Hello, Dolly! – Michael Stewart - The Girl Who Came to Supper – Noël Coward et Harry Kurnitz - She Loves Me – Joe Masteroff - High Spirits – Hugh Martin et Timothy Gray - 1965: Un violon sur le toit – Joseph Stein - Baker Street – Jerome Coopersmith - Half a Sixpence – Beverly Cross - Ben Franklin in Paris – Sidney Michaels |

### Années 1970
| - 1971: Company – George Furth - The Me Nobody Knows – Robert H. Livingston et Herb Schapiro - The Rothschilds – Sherman Yellen - 1972: Two Gentlemen of Verona – John Guare et Mel Shapiro - Ain't Supposed to Die a Natural Death – Melvin Van Peebles - Follies – James Goldman - Grease – Jim Jacobs et Warren Casey - 1973: A Little Night Music – Hugh Wheeler - Don't Bother Me, I Can't Cope – Micki Grant - Don't Play Us Cheap – Melvin Van Peebles - Pippin – Roger O. Hirson - 1974: Candide – Hugh Wheeler - Raisin – Robert Nemiroff et Charlotte Zaltzberg - Seesaw – Michael Bennett - 1975: Shenandoah – James Lee Barrett, Peter Udell et Phillip Rose - Mack and Mabel – Michael Stewart - The Lieutenant – Gene Curty, Nitra Scharfman, et Chuck Strand - The Wiz – William F. Brown | - 1976: A Chorus Line – James Kirkwood Jr. et Nicholas Dante - Chicago – Fred Ebb et Bob Fosse - Pacific Overtures – John Weidman - The Robber Bridegroom – Alfred Uhry - 1977: Annie – Thomas Meehan - Happy End – Elisabeth Hauptmann et Michael Feingold - I Love My Wife – Michael Stewart - Your Arm's Too Short to Box with God – Vinnette Justine Carroll - 1978: On the Twentieth Century – Betty Comden et Adolph Green - A History of the American Film – Christopher Durang - Runaways – Elizabeth Swados - Working – Stephen Schwartz - 1979: Sweeney Todd: The Demon Barber of Fleet Street – Hugh Wheeler - Ballroom – Jerome Kass - The Best Little Whorehouse in Texas – Larry L. King et Peter Masterson - They're Playing Our Song – Neil Simon |

### Années 1980
| - 1980: Evita – Tim Rice - A Day in Hollywood/A Night in the Ukraine – Dick Vosburgh - Barnum – Mark Bramble - Sugar Babies – Ralph G. Allen et Harry Rigby - 1981: Woman of the Year – Peter Stone - 42nd Street – Michael Stewart et Mark Bramble - The Moony Shapiro Songbook – Monty Norman et Julian More - Tintypes – Mary Kyte - 1982: Dreamgirls – Tom Eyen - Joseph and the Amazing Technicolor Dreamcoat – Tim Rice - Nine – Arthur Kopit - The First – Joel Siegel et Martin Charnin - 1983: Cats – T. S. Eliot - A Doll's Life – Betty Comden et Adolph Green - Merlin – Richard Levinson et William Link - My One and Only – Peter Stone et Timothy S. Mayer - 1984: La Cage aux folles – Harvey Fierstein - Baby – Sybille Pearson - Sunday in the Park with George – James Lapine - The Tap Dance Kid – Charles Blackwell | - 1985: Big River – William Hauptman - Grind – Fay Kanin - Harrigan and Hart – Michael Stewart - Quilters – Molly Newman et Barbara Damashek - 1986: The Mystery of Edwin Drood – Rupert Holmes - Big Deal – Bob Fosse - Singin' in the Rain – Betty Comden et Adolph Green - Wind in the Willows – Jane Iredale - 1987: Les Misérables – Alain Boublil et Claude-Michel Schönberg - Me and My Girl – L. Arthur Rose, Douglas Furber, Stephen Fry et Mike Ockrent - Rags – Joseph Stein - Smile – Howard Ashman - 1988: Into the Woods – James Lapine - The Gospel at Colonus – Lee Breuer - The Phantom of the Opera – Richard Stilgoe et Andrew Lloyd Webber - Romance/Romance – Barry Harman |

### Années 1990
| - 1990: City of Angels – Larry Gelbart - Aspects of Love – Andrew Lloyd Webber - Grand Hotel – Luther Davis - Meet Me in St. Louis – Hugh Wheeler - 1991: The Secret Garden – Marsha Norman - Miss Saigon – Alain Boublil et Claude-Michel Schönberg - Once on This Island – Lynn Ahrens - The Will Rogers Follies – Peter Stone - 1992: Falsettos – William Finn et James Lapine - Crazy for You – Ken Ludwig - Five Guys Named Moe – Clarke Peters - Jelly's Last Jam – George C. Wolfe - 1993: Kiss of the Spider Woman – Terrence McNally - Anna Karenina – Peter Kellogg - Blood Brothers – Willy Russell - The Who's Tommy – Pete Townshend et Des McAnuff - 1994: Passion – James Lapine - Beauty and the Beast – Linda Woolverton - Cyrano: The Musical – Koen van Kijk - A Grand Night for Singing – Walter Bobbie | - 1995: Sunset Boulevard – Don Black et Christopher Hampton - Pas de nommés - 1996: Rent – Jonathan Larson - Big: The Musical – John Weidman - Bring in 'Da Noise, Bring in 'Da Funk – Reg E. Gaines - Chronicle of a Death Foretold – Graciela Daniele, Jim Lewis et Michael John LaChiusa - 1997: Titanic – Peter Stone - Jekyll & Hyde – Leslie Bricusse - The Life – David Newman, Ira Gasman et Cy Coleman - Steel Pier – David Thompson - 1998: Ragtime – Terrence McNally - The Lion King – Roger Allers et Irene Mecchi - The Scarlet Pimpernel – Nan Knighton - Side Show – Bill Russell - 1999: Parade – Alfred Uhry - Footloose – Dean Pitchford et Walter Bobbie - It Ain't Nothin' But the Blues – Charles Bevel, Lita Gaithers, Randal Myler, Ron Taylor et Dan Wheetman - Marlene – Pam Gems |

### Années 2000
| - 2000: James Joyce's The Dead – Richard Nelson - Contact – John Weidman - Marie Christine – Michael John LaChiusa - The Wild Party – Michael John LaChiusa et George C. Wolfe - 2001: The Producers – Mel Brooks et Thomas Meehan - A Class Act – Linda Kline et Lonny Price - The Full Monty – Terrence McNally - Jane Eyre – John Caird - 2002: Urinetown – Greg Kotis - Mamma Mia ! – Catherine Johnson - Sweet Smell of Success – John Guare - Thoroughly Modern Millie – Richard Morris et Dick Scanlan - 2003: Hairspray – Thomas Meehan et Mark O'Donnell - Amour – Didier Van Cauwelaert et Jeremy Sams - Flower Drum Song – David Henry Hwang - A Year with Frog and Toad – Willie Reale - 2004: Avenue Q – Jeff Whitty - The Boy from Oz – Martin Sherman et Nick Enright - Caroline, or Change – Tony Kushner - Wicked – Winnie Holzman | - 2005: The 25th Annual Putnam County Spelling Bee – Rachel Sheinkin - Dirty Rotten Scoundrels – Jeffrey Lane - The Light in the Piazza – Craig Lucas - Monty Python's Spamalot – Eric Idle - 2006: The Drowsy Chaperone – Bob Martin et Don McKellar - The Wedding Singer – Chad Beguelin et Tim Herlihy - Jersey Boys – Marshall Brickman et Rick Elice - The Color Purple – Marsha Norman - 2007: Spring Awakening – Steven Sater - Curtains – Rupert Holmes et Peter Stone - Grey Gardens – Doug Wright - Legally Blonde – Heather Hach - 2008: Passing Strange – Stew - Cry-Baby – Thomas Meehan et Mark O'Donnell - In the Heights – Quiara Alegría Hudes - Xanadu – Douglas Carter Beane - 2009: Billy Elliot, the Musical – Lee Hall - Next to Normal – Brian Yorkey - Shrek the Musical – David Lindsay-Abaire - [title of show] – Hunter Bell |

### Années 2010
| - 2010 : Memphis – Joe DiPietro - Everyday Rapture – Dick Scanlan et Sherie Rene Scott - Fela! – Jim Lewis et Bill T. Jones - Million Dollar Quartet – Colin Escott et Floyd Mutrux - 2011 : The Book of Mormon – Trey Parker, Robert Lopez et Matt Stone - Bloody Bloody Andrew Jackson – Alex Timbers - The Scottsboro Boys – David Thompson - Sister Act – Cheri Steinkellner, Bill Steinkellner et Douglas Carter Beane - 2012 : Once – Enda Walsh - Lysistrata Jones – Douglas Carter Beane - Newsies – Harvey Fierstein - Nice Work If You Can Get It – Joe DiPietro - 2013 : Matilda the Musical – Dennis Kelly - A Christmas Story, the Musical – Joseph Robinette - Kinky Boots – Harvey Fierstein - Cinderella – Douglas Carter Beane - 2014 : A Gentleman's Guide to Love and Murder – Robert L. Freedman - Aladdin – Chad Beguelin - Bullets Over Broadway – Woody Allen - Beautiful: The Carole King Musical – Douglas McGrath | - 2015 : Fun Home – Lisa Kron - An American in Paris – Craig Lucas - Something Rotten! – Karey Kirkpatrick et John O'Farrell - The Visit – Terrence McNally - 2016 : Hamilton – Lin-Manuel Miranda - Bright Star – Steve Martin - School of Rock – Julian Fellowes - Shuffle Along – George C. Wolfe - 2017 : Dear Evan Hansen - Steven Levenson - Dave Malloy – Natasha, Pierre & The Great Comet of 1812 - Danny Rubin – Groundhog Day - Irene Sankoff et David Hein – Come from Away - 2018 : The Band's Visit - Itamar Moses - Jennifer Lee – Frozen - Tina Fey – Mean Girls - Kyle Jarrow – SpongeBob SquarePants - 2019 : Tootsie - Robert Horn - Dominique Morisseau - Ain't Too Proud - Scott Brown & Anthony King - Beetlejuice - Anaïs Mitchell - Hadestown - Chad Beguelin & Bob Martin - The Prom |

### Années 2020
- 2020 : Jagged Little Pill – Diablo Cody
  - Moulin Rouge! – John Logan
  - Tina: The Tina Turner Musical – Katori Hall, Frank Ketelaar et Kees Prins

- 2022 : A Strange Loop – Michael R. Jackson
  - Girl from the North Country – Conor McPherson
  - MJ – Lynn Nottage
  - Mr. Saturday Night – Billy Crystal, Lowell Ganz et Babaloo Mandel
  - Paradise Square – Christina Anderson, Larry Kirwan et Craig Lucas

- 2023 : Kimberly Akimbo – David Lindsay-Abaire
  - & Juliet – David West Read
  - New York, New York – David Thompson et Sharon Washington
  - Shucked – Robert Horn
  - Some Like It Hot – Matthew López et Amber Ruffin

- 2024 : Suffs – Shaina Taub
  - Kristoffer Diaz – Hell's Kitchen
  - Bekah Brunstetter – The Notebook
  - Justin Levine et Adam Rapp – The Outsiders
  - Rick Elice – Water for Elephants

- 2025 : Will Aronson et Hue Park – Maybe Happy Ending
  - David Cumming, Felix Hagan, Natasha Hodgson et Zoë Roberts – Operation Mincemeat
  - Itamar Moses – Dead Outlaw
  - Marco Pennette – Death Becomes Her
  - Marco Ramirez – Buena Vista Social Club